# 237-й десантно-штурмовий полк (РФ)
237-й гвардійський десантно-штурмовий Торунський Червонопрапорний полк (237 гв. ДШП, в/ч 12865) — тактичне формування Повітрянодесантних військ Збройних сил Російської Федерації. Пункт постійної дислокації — м. Псков Псковської області. Входить до складу 76-ї гвардійської десантно-штурмової дивізії.
Відтворено 1 грудня 2018 року.

## Історія
1992 року 237-й гвардійський парашутно-десантний полк перейшов під юрисдикцію Російської Федерації.
Брав участь у Першій чеченській війні.
Зведений батальйон полку брав участь у миротворчій операції у Боснії у 1996—1999 рр.
22 червня 2001 року відповідно до директиви начальника Генерального штабу Збройних Сил Російської Федерації полк було розформовано, а його Бойовий Прапор передано на зберігання до музею Збройних сил Російської Федерації.
Майже через рік, 2 березня 2002 року, вперше в історії Збройних Сил Росії, пройшло річне свято полку.

## Герої полку

### Герої Російської Федерації
- Власов Сергій В'ячеславович
- Зобов Олег Миколайович
- Сівко В'ячеслав Володимирович
- Сафін Алмаз Мінігалієвич
- Бічаєв Олександр Олегович

## Командири полку
- Сівко В'ячеслав Володимирович (1992—1995)
- Сердюков Андрій Миколайович (1995 — 16 червня 1997)
- підполковник Кочанов Сергій Петрович (16 червня 1997 — грудень 1998)
- підполковник Шморгунов Олександр Петрович (2000—2001)

## Втрати
З відкритих джерел відомо про деякі втрати 237-го десантно-штурмового полку: